# Guy Maddin
Guy Maddin, född 28 februari 1956, är en kanadensisk manusförfattare och filmregissör.
Hans filmer är inspirerade av stumfilmstiden och har en säregen stil med ett speciellt färgspråk och bisarra handlingar.
Han experimenterar mycket med gamla filmrullar av skiftande kvalitet, vilket ger en organisk upplevelse.
Hans filmer saknar svensk distribution, men har visats på svenska filmfestivaler och Cinemateket.

## Filmografi

### Långfilmer
- Tales from the Gimli Hospital (1988)
- Archangel (1990)
- Careful (1992)
- Twilight of the Ice Nymphs (1997)
- Dracula: Pages from a Virgin's Diary (2002)
- Cowards Bend the Knee (2003)
- The Saddest Music in the World (2003)
- Brand upon the Brain! (2006)
- My Winnipeg (2007)
- Keyhole (2011)
- The Forbidden Room (2015)
- Rumours (2024)

### Kortfilmer
- The Dead Father (1985)